# Microsiop
Els microsiops (Microsyops) són un gènere extint de primats de la família dels microsiòpids que visqueren a Nord-amèrica durant l'Eocè. Se n'han trobat restes fòssils a Califòrnia, Colorado, Dakota del Nord, Nou Mèxic, Texas, Utah i Wyoming (Estats Units). Les espècies d'aquest grup eren animals herbívors i arborícoles. Presenten una tendència evolutiva cap a una major molarització de les quartes dents premolars. Les proves més antigues de càries en un mamífer corresponen a un fòssil de M. latidens.